# Zonza
Zonza ist eine Gemeinde im Bavella-Massiv auf der französischen Mittelmeerinsel Korsika. Sie gehört zum Département Corse-du-Sud, zum Arrondissement Sartène und zum Kanton Bavella. Die Bewohner nennen sich Zonzais.

## Geografie und Infrastruktur
Die Route nationale 852 endete in Zonza an der Route forestière 4. Die Route forestière 11 endete ab 1893 in Zonza. Die Routes forestières, bis anhin Nationalstraßen, wurden 1973 abgestuft. Heute ist die Ortschaft durch Départementsstraßen erschlossen. Der 1218 m hohe Gebirgspass Col de Bavella verbindet Zonza mit Sari-Solenzara. Die Route nationale 198 tangiert den direkt am ligurischen Meer liegenden Ortsteil La Croix du Sud und verbindet diesen mit Lecci im Südwesten und Conca im Norden. 
Die angrenzenden Gemeinden sind Conca im Norden, Lecci und San-Gavino-di-Carbini im Süden sowie Sorbollano und Quenza im Westen.
Die Hauptsiedlung befindet sich auf 762 Metern über dem Meeresspiegel. Zu Zonza gehört auch Sante Lucie de Porto Vecchio mit Piranellu.
Der Rizzanese entspringt in Zonza und fließt nach Zoza.  

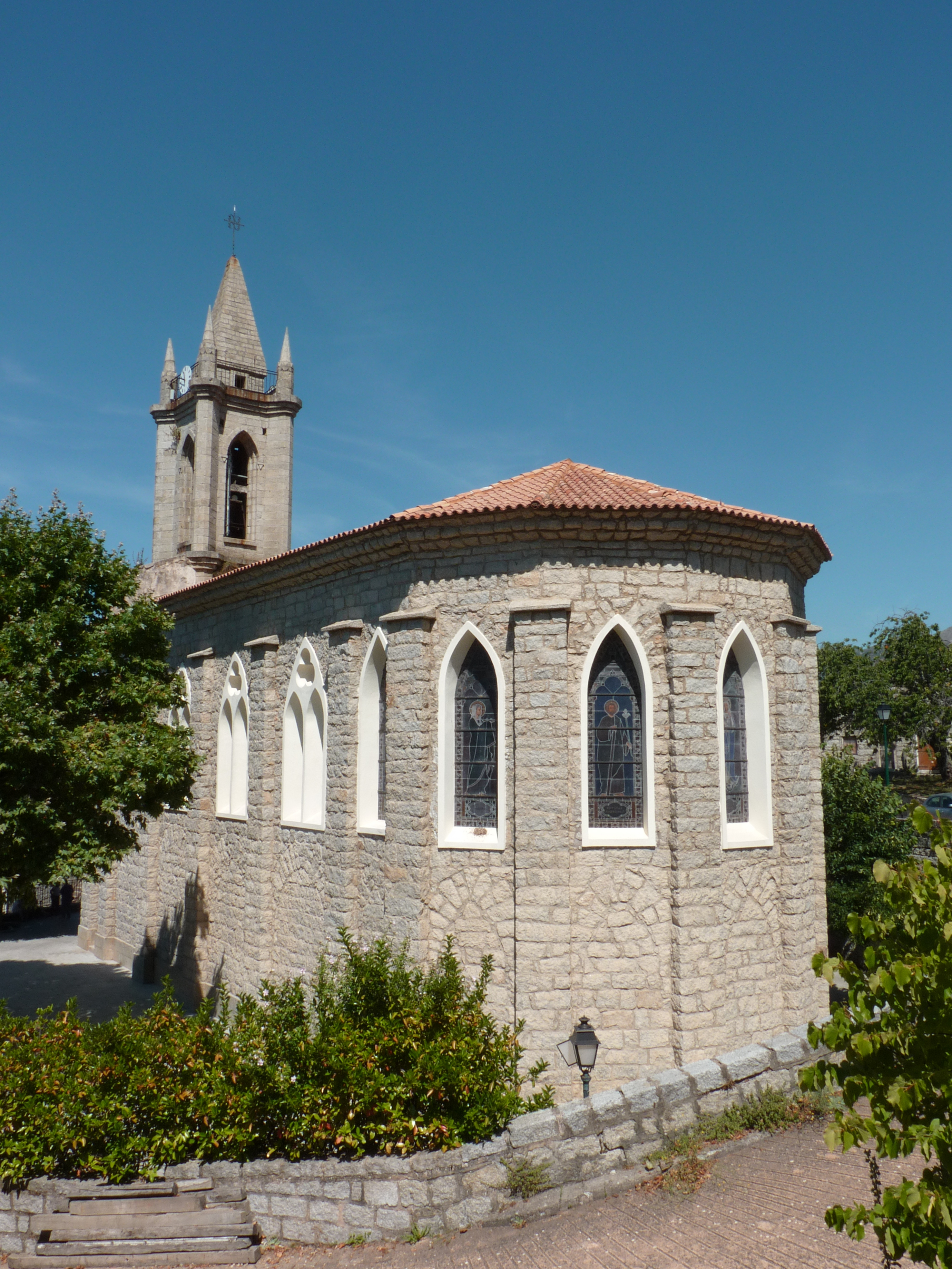
Kirche in Zonza
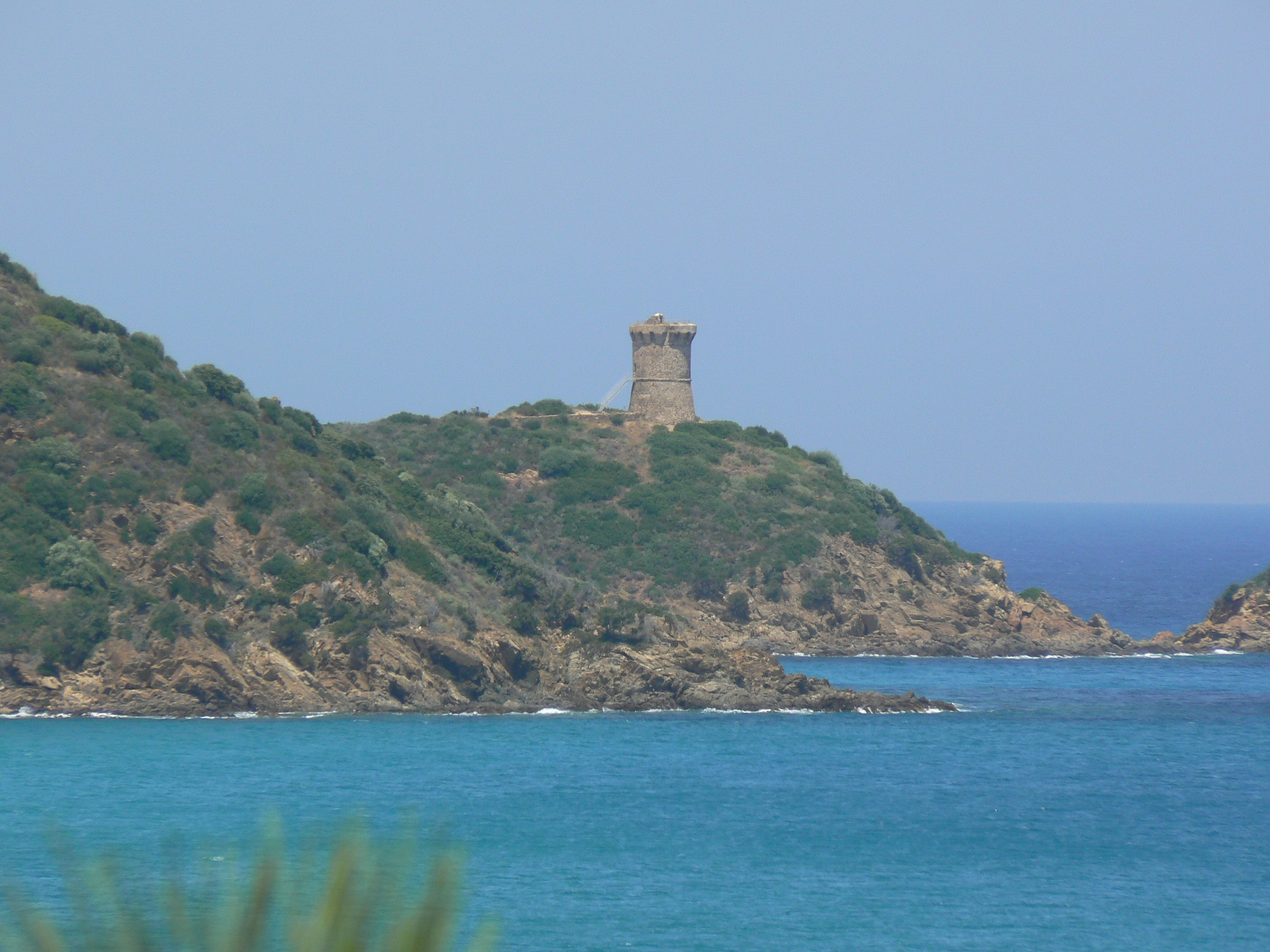
Der Genueserturm Tour de Fautea
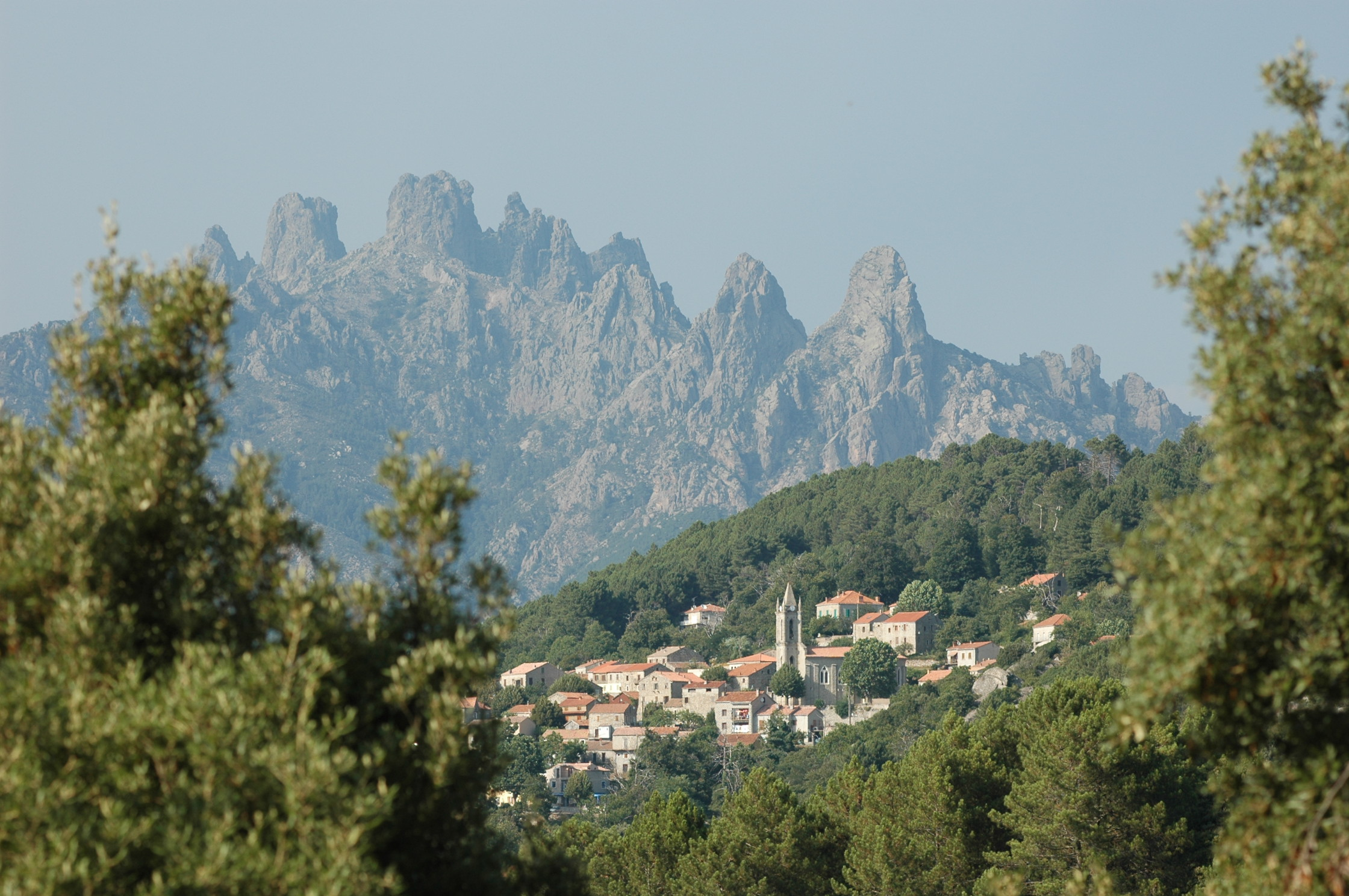
Zonza, im Hintergrund die Aiguilles de Bavella

## Bevölkerungsentwicklung
| Jahr      | 1962 | 1968 | 1975 | 1982 | 1990 | 1999 | 2008 | 2017 |
| --------- | ---- | ---- | ---- | ---- | ---- | ---- | ---- | ---- |
| Einwohner | 727  | 835  | 1214 | 1503 | 1600 | 1802 | 2226 | 2722 |

## Wirtschaft
In Zonza sind zugelassene Rebflächen des Weinbaugebietes Vin de Corse vorhanden.